# Малкандуев, Ахмат
Ахмат Махмудович Малкандуев (род. 14 января 1993, Нальчик Кабардино-Балкарская Республика) - первый профессиональный композитор в истории балкарского народа. Заслуженный деятель искусств Кабардино-Балкарской Республики, Член союза композиторов России, Лауреат всероссийских и международных конкурсов исполнителей на народных инструментах, лауреат X международного конкурса молодых композиторов им. Альфреда Шнитке.  член международной гильдии музыкантов. 
Автор первой карачаево-балкарской симфонии «Минги Тау» (Эльбрус) и оперы «Легенда гор» по мотивам поэмы Кязима Мечиева «Тахир и Зухра».  За вклад в области развития культуры награждён медалью Хамзата Крамшамхалова. (КЧР 2019 год)

## Биография
Малкандуев Ахмат родился 14 января 1993 года в городе Нальчике, в немузыкальной семье. В возрасте 11 лет мать Ахмата, Асият Хызыровна отдала сына в музыкальную школу №2 г.Нальчика в класс доцента кафедры народных инструментов Кожевой М.А. по специальности кавказская гармоника которую он окончил в 2009 году.
С 2009 по 2013 обучался в Колледже культуры и искусств при Северо-Кавказском государственном институте искусств.
В 2013 году поступил в Саратовскую государственную консерваторию им Л.В.Собинова по специальности композиция в класс доктора искусствоведения, профессора Полозова С.П. Под руководством Сергея Павловича, молодой композитор учился один год, затем перевелся в класс профессора Мишле В.С.
В 2014 году выпустил дебютный альбом «Откровения» премьера которых прошла в Туркменской национальной консерватории. В том же году по инициативе Ярослава Судзиловского принят в международную гильдию музыкантов «МеждународМолОт»
В 2015 году пишет первое оркестровое сочинение «История народа на устах», премьерное исполнение состоялось в стенах саратовской консерватории, позже на открытии фестиваля «Европа-Азия» (Казань, Республика Татарстан).
В 2016 году стипендиат министерства культуры КБР.
В 2018 году пишет симфонию №1 для симфонического оркестра в 4-х частях «Минги Тау» (Эльбрус) премьера состоялась 28 мая 2018 года в большом зале СГК им. Л.В. Собинова. Эльбрусская симфония стала дипломной работой молодого автора с которой он окончил консерваторию.
С 2018 по 2020 ассистент-стажёр специальность композиция в СГК им. Л.В.Собинова.
С 2020 Член совета при главе КБР по молодежной политике
С 2022 по настоящее время преподаватель теоретических дисциплин в Северо-Кавказском государственном институте искусств.

## Основные сочинения

### Для оркестра
- Симфония №1 «Минги Тау» для симфонического оркестра h-moll
- Симфония №2 «Омела»  для симфонического оркестра f-moll
- Симфония №3 «Ива» для симфонического оркестра g-moll
- Concerto grosso для двух скрипок соло, колоколов, струнного оркестра и ударных e-moll
- «История народа на устах» поэма для кавказской гармоники и струнного оркестра
- «Горы молчат, но помнят» поэма для кавказской гармоники струнного оркестра и фортепиано

### Камерные сочинения
- «Откровения» для ансамбля
- «Диптих» для кавказской гармоники
- «Гаснет свет», «Свеча» для фортепиано
- «Къаратор» для кавказской гармоники и ударных
- «Маленький вальс» для струнного квартета и фортепиано

### Другие сочинения
- Опера «Легенда гор» по мотивам поэмы Кязима Мечиева «Тахир и Зухра»
- Три хора на стихи Кайсына Кулиева